# Kräuterlikör

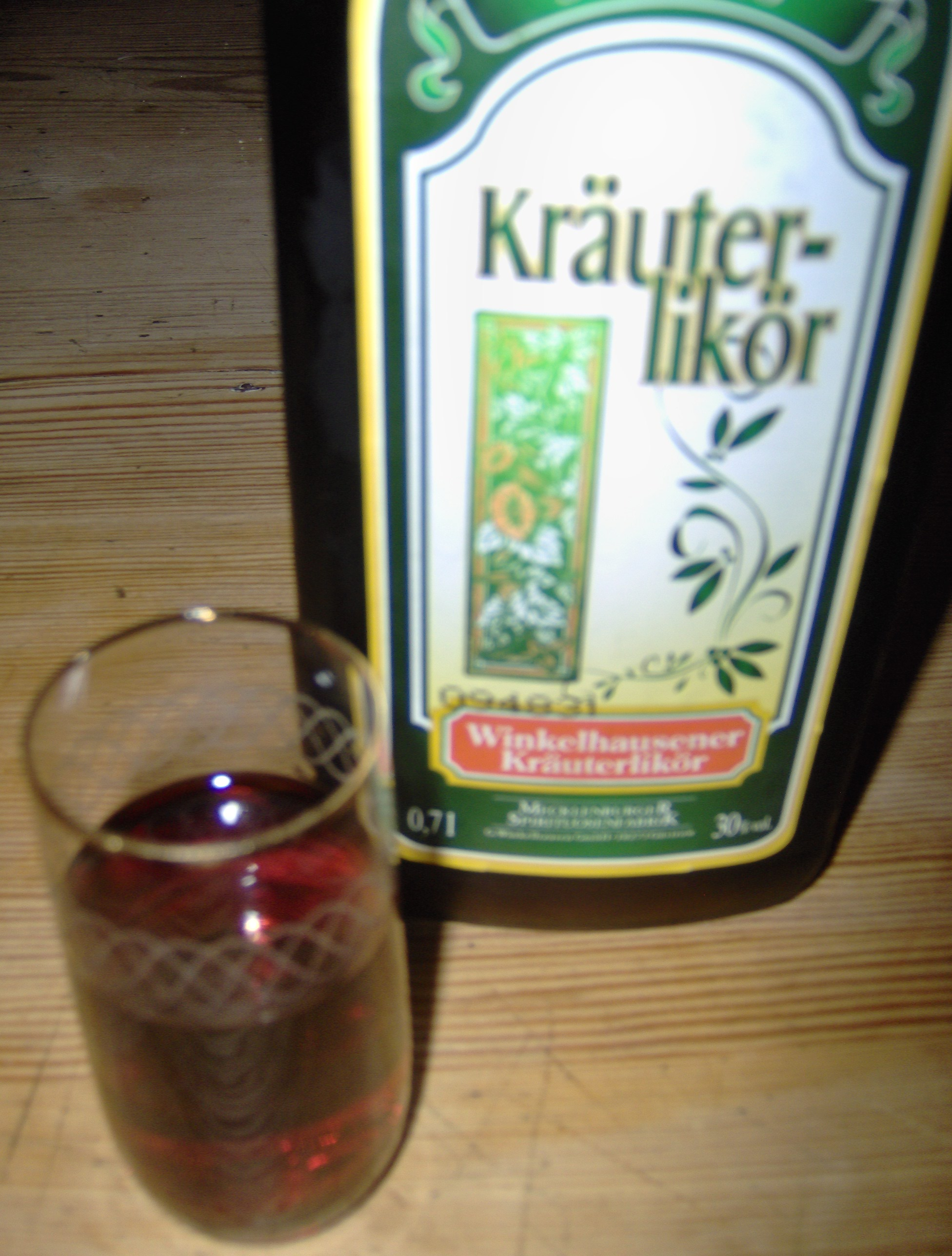
Una botella de kräuterlikör alemán.

Un kräuterlikör (pronunciación en alemán: /ˈkʀɔɪtɐlikøːɐ/) se refiere a los licores de hierbas de origen germánico, que consisten en hierbas y especias infusionadas en aguardiente y se consideran digestivos. A diferencia de los bíters, los kräuterlikör tienen un contenido de azúcar más alto (azúcar invertido). Los licores de este tipo pueden contener desde 15º hasta 44° de graduación alcohólica.
Las recetas de kräuterlikör se remontan a autores medievales como Hildegarda de Bingen. En esa época, se usaban mezclas de alcohol y sustancias amargas como medicina para aumentar la secreción de ácido biliar y gástrico. No obstante, una alta cantidad de azúcar y graduación de alcohol puede resultar contraproducente, ya que no favorece la digestión. Hoy en día, los kräuterlikör también se sirve como ingrediente de diferentes cócteles y tragos largos.
Reconocidas licorerías fabricantes de kräuterlikör son el Bálsamo Negro de Riga, el Jägermeister, Killepitsch, Kuemmerling, Schierker Feuerstein, Schwartzhog, Wurzelpeter Underberg (en Alemania) y Altvater (en Austria).